# Anctoville-sur-Boscq
Anctoville-sur-Boscq település Franciaországban, Manche megyében. Lakosainak száma 438 fő (2022. január 1.). Anctoville-sur-Boscq Longueville, Coudeville-sur-Mer, Saint-Planchers és Yquelon községekkel határos.

## Népesség
A település népességének változása:
| Lakosok száma | 98   | 178  | 285  | 498  | 481  | 464  | 450  | 443  | 439  | 438  |
|               | 1968 | 1982 | 1990 | 2006 | 2013 | 2015 | 2017 | 2019 | 2020 | 2022 |